# Arizona Strip

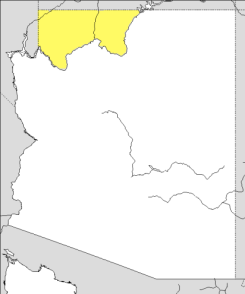
Der Arizona Strip im Nordwesten Arizonas

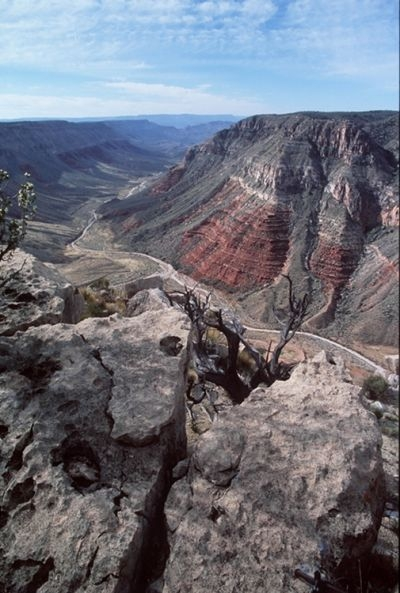
Ein Seitencanyon im Arizona Strip

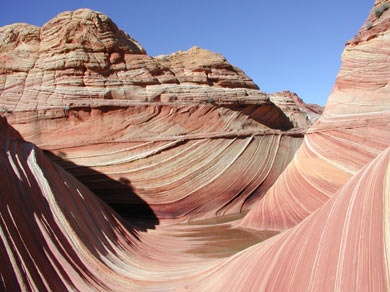
The Wave, eine Sandsteinformation im Osten des Gebietes

Als Arizona Strip wird der Nordwesten des US-Bundesstaates Arizona bezeichnet, der durch den Grand Canyon des Colorado Rivers vom Rest des Bundesstaates getrennt wird. Nach Norden grenzt er an Utah, im Westen an Nevada. Der Arizona Strip gehört politisch zum Mohave County im Westen und zum Coconino County im Osten. Er ist kaum besiedelt, große Teile des Gebietes stehen unter Naturschutz.

## Beschreibung
Der Nordwesten Arizonas ist geprägt durch das Klima einer Halbwüste auf den Hochebenen des Colorado-Plateaus. Sandstein in verschiedenen Rottönen bestimmt das Landschaftsbild. Der Nordwesten des Strips wird vom Virgin River angeschnitten. Das Kaibab Plateau im Osten des Arizona Strips ist als einziger Teil bewaldet. In die Hochebenen schneiden Canyons ein. In ihnen führen nur zwei Flüsse, der Kanab Creek und der Paria River, ganzjährig Wasser. Daneben gibt es eine Reihe so genannte Washes, Bachläufe, die nur saisonal oder gar nur sporadisch nach außergewöhnlichen Niederschlägen zu Bächen werden.
Nahezu aller Grund und Boden ist im Besitz der Bundesregierung, die Gebiete am Colorado River werden vom National Park Service betreut, der Kaibab National Forest vom U. S. Forest Service, der Rest durch das Bureau of Land Management. Außerdem liegt die Kaibab Paiute Indian Reservation der Paiute-Indianer im Arizona Strip.
Siedlungen im Arizona Strip sind Fredonia, Kaibab, Moccasin, Colorado City und Littlefield, sowie die unselbständige Siedlung Jacob Lake. Weil der Grand Canyon nicht überbrückt werden kann, gibt es Straßenverbindungen zum Rest Arizonas im Westen nur über Nevada und mit zwei Brücken im äußersten Osten des Arizona Strips bei Lee’s Ferry und Page. Bei Page schneidet der U.S. Highway 89 auf wenigen Kilometern den Arizona Strip, seine Tochterroute 89A überquert den Colorado auf der Navajo Bridge bei Lees Ferry und führt unter den Vermilion Cliffs über den Jakobs Lake nach Fredonia und weiter nach Utah. Am Jakobs Lake zweigt nach Süden die Stichstraße Arizona State Route 67 zum Nordrand des Grand Canyon ab. Bei Fredonia zweigt nach Westen die Arizona State Route 389 ab, die einen Bogen durch den zentralen Norden des Strips schlägt, bevor auch sie die Grenze nach Utah überquert. Im äußersten Nordwesten schneidet der Interstate 15 den Arizona Strip bei Littlefield.

## Geschichte
Ursprünglich war das wasserarme Gebiet dünn von Indianern der Basketmaker-Kultur besiedelt. Später siedelten sich Anasazi in der Region an. Ihre Bauten, Vorläufer der Pueblos, Petroglyphen, Keramik und weitere Artefakte werden überall im Arizona Strip in großer Zahl gefunden. Die ersten Weißen im Gebiet waren die Mitglieder der Expedition von zwei spanischen Franziskaner-Patres, Francisco Antanasio Domínguez und Silvestre Vélez de Escalante, die 1776 am Nordrand des Grand Canyons entlang zogen. Erst im 19. Jahrhundert wurden die Paiute-Indianer durch das Eindringen der Weißen von Osten aus in die weitgehend unfruchtbare Gegend gedrängt. Durch Weiße besiedelt wurde die Region erst in der zweiten Hälfte des 19. Jahrhunderts durch Anhänger der Kirche Jesu Christi der Heiligen der Letzten Tage („Mormonen“) von Utah aus.
Sie lebten als Rancher von Rinderherden, am Anfang des 20. Jahrhunderts wurden auch die Wälder des Kaibab-Gebietes forstwirtschaftlich genutzt. Einige aufgelassene Erz-Minen liegen im Gebiet verstreut. Nach dem Zweiten Weltkrieg wurden große Uran-Vorkommen gefunden. Sie wurden in den 1950er und 1960er Jahren punktuell abgebaut, wobei die Minen teilweise erhebliche Umweltschäden hinterlassen haben. Neue Techniken der Urangewinnung und die Preisentwicklung machten die Vorkommen im 21. Jahrhundert wieder interessant. Wegen der Gefahren für die Naturschutzgebiete der Region und den Tourismus ist die Ausbeutung der Vorkommen umstritten. Im Januar 2012 erließ das Innenministerium der Vereinigten Staaten ein Moratorium des Uranabbaus auf einer Fläche von rund 4000 km² für 20 Jahre.
Kulturell war die Region wegen der trennenden Wirkung des Grand Canyons immer eher Utah als Arizona zugehörig, sie spielte aber auch eine Rolle als Route vom nördlichen Arizona ins südwestliche Utah, insbesondere zum St.-George-Utah-Tempel in St. George, Utah, dem ältesten und lange Zeit zentralen Tempel der Mormonen für die ganze Region. Das kleine Pipe Spring National Monument, eine Enklave in der Reservation der Paiute-Indianer, ist eine Gedenkstätte für die Geschichte der Indianer und der frühen Siedler im Arizona Strip.
Obwohl der Nordrand des Grand Canyons weitaus weniger besucht wird als der leichter zugängliche Südrand, spielt der Tourismus heute eine Rolle in der Wirtschaft der Region.

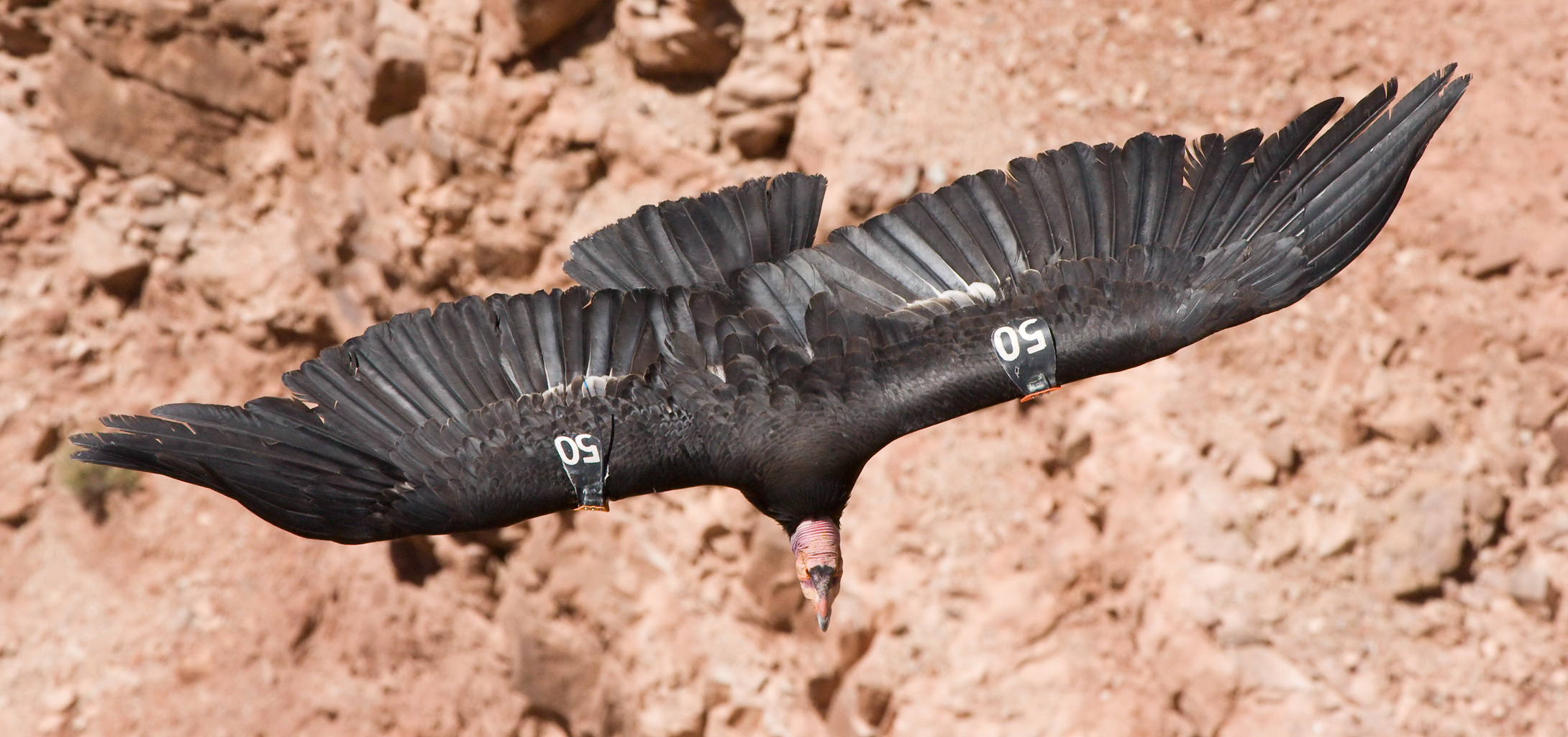
Kalifornienkondor im Flug – ausgewildertes Tier mit Flügelmarke zur individuellen Identifizierung

## Naturschutz
Flussabwärts, von Nord-Osten nach Westen, liegen die folgenden großflächigen Naturschutzgebiete im Arizona Strip: Das Glen Canyon National Recreation Area beginnt am Glen Canyon Dam, der den Lake Powell aufstaut. Es liegt fast vollständig in Utah und ragt nur in den Arizona Strip. Bei Lees Ferry beginnt am Fluss der Grand-Canyon-Nationalpark, über dem Fluss erheben sich die Vermilion Cliffs, die samt dem Hochplateau und dem Canyon des Paria Rivers zum Vermilion Cliffs National Monument gehören. Im Westen liegt auf dem Hochplateau das Grand Canyon-Parashant National Monument, unten am Fluss geht der Nationalpark in das Lake Mead National Recreation Area über.
Teilweise innerhalb der anderen Schutzgebiete liegen insgesamt neun Wilderness Areas im Arizona Strip, die strengste Klasse von Naturschutzgebieten in den Vereinigten Staaten. Sieben davon auf Land des Bureau of Land Management, zwei im National Forest und somit unter Verwaltung des U.S. Forest Service.
Im Arizona Strip werden seit 1996 Kalifornienkondore ausgewildert, die in den 1980er Jahren in freier Wildbahn ausgestorben waren und der Gegenstand des größten Erhaltungszucht- und Auswilderungs-Programms der Vereinigten Staaten sind. In der Region leben wieder 61 Exemplare dieses größten Greifvogels der Neuen Welt (Stand: Dezember 2007).